# PowerNerd
PowerNerd trinaesti je studijski album kanadskog glazbenika Devina Townsenda. Diskografske kuće Inside Out Music i HevyDevy Records objavile su ga 25. listopada 2024.

## O albumu
Townsend je ovako objasnio naslov albuma:
 Townsend je odlučio napisati sve pjesme za album u 11 dana, a probno ih je odsvirao sa studijskim glazbenicima u jednom danu.
Izjavio je i da su snimanje PowerNerda, u usporedbi sa svim albumima koje je dotad snimio, „najviše opteretile neočekivane smetnje”. Pjesme na uratku s Townsendom su izvorno trebali snimiti bubnjar Eloy Casagrande, basist Mike Inez i gitarist Wes Hauch; međutim, kad je snimanje počelo, Casagrande se pridružio Slipknotu, Inez je otišao na turneju s Eltonom Johnom, a Hauch je otišao na turneju s Allevialom. Townsend je također namjeravao prepustiti miksanje drugoj osobi, no taj je plan propao zbog manjka vremena. Bubnjeve na albumu svirao je Darby Todd, koji je sve dionice naučio i odsvirao u jednom danu.

## Glazbeni stil
Pjesme na albumu žanrovski pripadaju progresivnom metalu. Pojedini su recenzenti zamijetili kako se uradak odlikuje jednostavnijim i pristupačnijim zvukom u usporedbi s prijašnjim Townsendovim albumima.

## Popis pjesama
Tekstovi i glazba: Devin Townsend. 
| 1.    | »PowerNerd«       | 3:28 |
| 2.    | »Falling Apart«   | 4:23 |
| 3.    | »Knuckledragger«  | 4:30 |
| 4.    | »Gratitude«       | 3:29 |
| 5.    | »Dreams of Light« | 0:54 |
| 6.    | »Ubelia«          | 3:58 |
| 7.    | »Jainism«         | 4:16 |
| 8.    | »Younger Lover«   | 4:09 |
| 9.    | »Glacier«         | 4:22 |
| 10.   | »Goodbye«         | 5:58 |
| 11.   | »Ruby Quaker«     | 4:32 |
| 43:59 |                   |      |

| Drugi disk na digipak-inačici albuma | Drugi disk na digipak-inačici albuma | Drugi disk na digipak-inačici albuma | Drugi disk na digipak-inačici albuma | Drugi disk na digipak-inačici albuma | Drugi disk na digipak-inačici albuma | Drugi disk na digipak-inačici albuma | Drugi disk na digipak-inačici albuma | Drugi disk na digipak-inačici albuma | Drugi disk na digipak-inačici albuma |
| Br.                                  | Skladba                              | Trajanje                             |                                      |                                      |                                      |                                      |                                      |                                      |                                      |
| ------------------------------------ | ------------------------------------ | ------------------------------------ | ------------------------------------ | ------------------------------------ | ------------------------------------ | ------------------------------------ | ------------------------------------ | ------------------------------------ | ------------------------------------ |
| 1.                                   | »Flow (Demo)«                        | 8:02                                 |                                      |                                      |                                      |                                      |                                      |                                      |                                      |
| 2.                                   | »Trustfxxx (Demo)«                   | 8:16                                 |                                      |                                      |                                      |                                      |                                      |                                      |                                      |
| 3.                                   | »Vast (Demo)«                        | 9:44                                 |                                      |                                      |                                      |                                      |                                      |                                      |                                      |
| 26:02                                |                                      |                                      |                                      |                                      |                                      |                                      |                                      |                                      |                                      |

## Recenzije
| Recenzije       | Recenzije |
| Izvor           | Ocjena    |
| --------------- | --------- |
| Blabbermouth    | 8,5/10    |
| Classic Rock    | [ 18 ]    |
| Kerrang!        | 3/5       |
| Metal.de        | 8/10      |
| Metal Hammer    | [ 20 ]    |
| Metal Injection | 9/10      |
| Sputnikmusic    | 4/5       |

Dobio je pozitivne kritike. Jordan Blum dao mu je devet od deset bodova u recenziji za Metal Injection i napisao je: „Bez ikakve sumnje, Townsend i dalje stvara jedinstvene filozofske i glazbene svjetove, a PowerNerd još jedan je iznimno zabavan te intelektom i osjećajima ispunjen dodatak njegovoj diskografiji.” Dom Lawson dao mu je osam i pol boda od njih deset napisavši da je to „još jedna poveća porcija nečeg odličnog” te ga proglasivši savršenim nasljednikom Lightworka. U recenziji koju je objavio Classic Rock dobio je četiri zvjezdice od njih pet, a recenzent je izjavio da je „[n]eugodan smisao za humor i dalje prisutan u naslovu albuma i u blesavoj country-odi kavi pod imenom 'Ruby Quaker', ali to ne potkopava taj iznenađujuće sjajan album”.
Holly Wright dala mu je tri i pol zvjezdice od pet u recenziji za Metal Hammer i komentirala je da je „više nalik na kolekciju najvećih hitova nego što je povratak žestini koju je [Townsend] najavljivao”, ali da je ipak „prilično dobar”. Kerrang! mu je dao tri boda od njih pet i zaključio je: „Tražite li kontroverzan, višetonski progresivni metal, ovdje ga baš i nećete naći – dio završne pjesme 'Ruby Quaker' šaljivo je eksplozivan – ali cijenite li manje ekscentričan dio opusa ovog polihistora, ukopčajte se u nj i uključite.”

## Zasluge
| Glazbenici - Devin Townsend – vokal, gitara, sintesajzer, bas-gitara; inženjer zvuka, produkcija, miksanje - Darby Todd – bubnjevi - Diego Tejeida – klavijatura, sintesajzer - Mike Keneally – dodatna klavijatura - Mark Cimino – akustična gitara; snimanje akustične gitare - Jean Savoie – dodatna bas-gitara (na pjesmi „Ruby Quaker”) - Aman Kholsa – dodatni vokali - Tanya Ghosh – dodatni vokali (na pjesmi „Falling Apart”); fotografija - Jamie Jasta – dodatni vokali (na pjesmi „PowerNerd”) | Ostalo osoblje - Lynn Glessner – mastering - Troy Glessner – mastering - Travis Smith – ilustracije, omot albuma - Benji Ryen Smith – snimanje gitare - John Bertche – snimanje akustične gitare - Jakob Herrmann – inženjer zvuka - Sheldon Zaharko – inženjer zvuka - Ben Searles – inženjer zvuka - Kyle – inženjer zvuka - Jon – inženjer zvuka - Paul Silveira – pomoćni inženjer zvuka - Jess Schmidt – pomoćni inženjer zvuka - Tricia Maier – pomoćni inženjer zvuka - Theo Caseley – pomoćni inženjer zvuka |

## Ljestvice
| Ljestvica                                       | Najviša pozicija |
| ----------------------------------------------- | ---------------- |
| Austrija                                        | 33.              |
| Belgija (Flandrija)                             | 187.             |
| Finska                                          | 15.              |
| Nizozemska                                      | 57.              |
| Njemačka                                        | 32.              |
| Škotska                                         | 28.              |
| Švicarska                                       | 18.              |
| Ujedinjeno Kraljevstvo (UK Album Downloads)     | 21.              |
| Ujedinjeno Kraljevstvo (UK Physical Albums)     | 32.              |
| Ujedinjeno Kraljevstvo (UK Rock & Metal Albums) | 4.               |